# 블레싱 오보루두두
블레싱 오보루두두(영어: Blessing Oborududu, 1989년 3월 12일~)는 나이지리아의 레슬링 선수이다. 올림픽에 3회 참가하여 2020년 하계 올림픽 여자 라이트헤비급에서 은메달을 획득했다. 또한 아프리카 레슬링 선수권 대회에 13회 연속으로 우승을 차지했다.